# Associazione Calcio Giacomense 2008-2009
Questa voce raccoglie le informazioni riguardanti l'Associazione Calcio Giacomense nelle competizioni ufficiali della stagione 2008-2009.

## Rosa
| N. |                     | Ruolo | Calciatore            |
| -- | ------------------- | ----- | --------------------- |
|    | Italia (bandiera)   | A     | Marco Agostinelli     |
|    | Nigeria (bandiera)  | D     | Ifeanyi Touchi Ajuzie |
| -  | Italia (bandiera)   | C     | Oscar Branzani        |
| -  | Italia (bandiera)   | D     | Simone Brunelli       |
|    | Italia (bandiera)   | C     | Lorenzo Di Loreto     |
|    | Italia (bandiera)   | A     | Luca Errico           |
| -  | Italia (bandiera)   | D     | Fabio Franceschini    |
|    | Bulgaria (bandiera) | A     | Andrey Galabinov      |
| -  | Italia (bandiera)   | A     | Luca Gennari          |
|    | Italia (bandiera)   | A     | Enrico Gherardi       |
| -  | Italia (bandiera)   | D     | Mirco Giorgi          |
|    | Italia (bandiera)   | P     | Cristian Mandrelli    |
|    | Italia (bandiera)   | P     | Andrea Menegon        |

| N. |                   | Ruolo | Calciatore         |
| -- | ----------------- | ----- | ------------------ |
| -  | Italia (bandiera) | C     | Paolo Minardi      |
|    | Italia (bandiera) | P     | Federico Nicastro  |
| -  | Italia (bandiera) | A     | Mattia Nicolini    |
|    | Italia (bandiera) | D     | Aniello Panariello |
| -  | Italia (bandiera) | C     | Mattia Perelli     |
|    | Italia (bandiera) | C     | Davide Poletti     |
|    | Italia (bandiera) | C     | Stefano Pozza      |
| -  | Italia (bandiera) | C     | Matteo Rossi       |
|    | Italia (bandiera) | C     | Nathan Schiavon    |
|    | Italia (bandiera) | D     | Andrea Servi       |
|    | Italia (bandiera) | C     | Davide Vagnati     |
|    | Italia (bandiera) | D     | Luca Venturi       |
|    | Italia (bandiera) | C     | Michele Zamboni    |